# Alexander Hall (esquiador)
Alexander Hall (conocido como Alex Hall; Fairbanks, 21 de septiembre de 1998) es un deportista estadounidense que compite en esquí acrobático.
Participó en dos Juegos Olímpicos de Invierno, en los años 2018 y 2022, obteniendo una medalla de oro en Pekín 2022, en la prueba de slopestyle.
Ganó dos medallas de bronce en el Campeonato Mundial de Esquí Acrobático, en los años 2021 y 2025, ambas en el slopestyle. Adicionalmente, consiguió once medallas en los X Games de Invierno.

## Medallero internacional
| Juegos Olímpicos   | Juegos Olímpicos       | Juegos Olímpicos  | Juegos Olímpicos |
| Año                | Lugar                  | Medalla           | Prueba           |
| ------------------ | ---------------------- | ----------------- | ---------------- |
| 2022               | Pekín (China)          | Medalla de oro    | Slopestyle       |
| Campeonato Mundial |                        |                   |                  |
| Año                | Lugar                  | Medalla           | Prueba           |
| 2021               | Aspen (Estados Unidos) | Medalla de bronce | Slopestyle       |
| 2025               | Engadina (Suiza)       | Medalla de bronce | Slopestyle       |

| X Games de Invierno | X Games de Invierno    | X Games de Invierno | X Games de Invierno |
| Año                 | Lugar                  | Medalla             | Prueba              |
| ------------------- | ---------------------- | ------------------- | ------------------- |
| 2019                | Aspen (Estados Unidos) | Medalla de oro      | Slopestyle          |
| 2019                | Bærum (Noruega)        | Medalla de oro      | Big air             |
| 2020                | Hafjell (Noruega)      | Medalla de oro      | Knuckle Huck        |
| 2020                | Hafjell (Noruega)      | Medalla de plata    | Slopestyle          |
| 2021                | Aspen (Estados Unidos) | Medalla de bronce   | Big air             |
| 2022                | Aspen (Estados Unidos) | Medalla de oro      | Big air             |
| 2022                | Aspen (Estados Unidos) | Medalla de bronce   | Slopestyle          |
| 2022                | Aspen (Estados Unidos) | Medalla de bronce   | Knuckle huck        |
| 2024                | Aspen (Estados Unidos) | Medalla de plata    | Big air             |
| 2024                | Aspen (Estados Unidos) | Medalla de plata    | Slopestyle          |
| 2025                | Aspen (Estados Unidos) | Medalla de oro      | Knuckle huck        |